# Panamericana (paroisse civile)
Pour les articles homonymes, voir Panamericana.
Panamericana est l'une des cinq paroisses civiles de la municipalité de Carache dans l'État de Trujillo au Venezuela. Sa capitale est El Zapatero, dont la majeure partie se trouve géographiquement dans la paroisse civile voisine de Chejendé dans la municipalité de Candelaria.

## Étymologie
La paroisse civile de Panamericana tire son nom de la route panaméricaine, « carretera Panamerica » en espagnol, qui relie les États andins du Venezuela, de l'État de Táchira depuis San Cristóbal à travers les États de Mérida, Trujillo, jusqu'à Carora dans l'État de Lara.

## Géographie

### Démographie
Hormis sa capitale El Zapatero, la paroisse civile possède plusieurs localités :
- El Zapatero
- El Paramito
- San Felipe